# عبد الله القميش
عبد الله القميش مواليد 27 مارس 1993، لاعب كرة قدم إماراتي يجيد اللعب كحارس مرمى يلعب حالياً في نادي دبا الحصن.
مثل نادي النصر في الفئات السنية و لعب بعدها مع نادي حتا ونادي دبا الفجيرة ونادي دبا الحصن ونادي الظفرة.